# جون أندرسون (موزع)
جون أندرسون (بالإنجليزية: Knud Andersson)‏ هو موزع أمريكي، ولد في 1910، وتوفي في 1 ديسمبر 1996.